# 327512 Biro
327512 Biro este o planetă minoră (asteroid) din centura de asteroizi. A fost descoperită pe 24 ianuarie 2006 la Piszkéstetői Obszervatórium⁠(d) de Krisztián Sárneczky⁠(d). 
Obiectul prezintă o orbită caracterizată de o semiaxă mare de 3,0011077408326 UAi, o excentricitate de 0,11, o înclinație de 4,8 ° în raport cu ecliptica.